# دی‌اکسولان
دی‌اکسولان (به انگلیسی: Dioxolane) با فرمول شیمیایی C۳H۶O۲ یک ترکیب شیمیایی با شناسه پاب‌کم ۱۳۸۱۹۸ است. که جرم مولی آن ۷۴٫۰۸ g/mol می‌باشد. 